# Ramón Irago
Ramón Irago (Moldes, Mellid, La Coruña, 29 de junio de 1940-Santiago de Compostela, 24 de mayo de 2023) fue un maestro, pintor y humanista español del panorama cultural gallego de último tercio del siglo XX y principios del XXI. De talante bondadoso, Ramón contemplaba la vida con una sabia mezcla de astuta sorna y humildad, granjeándose el cariño y respeto de sus paisanos de la época.

## Reseña biográfica
Desde niño se lo llevan al benedictino Monasterio de San Salvador de Villanueva (Lourenzá) a realizar los estudios para cura, con tanta premura que ingresa un día antes, según cuenta en una autobiografía. Allí conoce a su primer compañero, Manolo Cabana, que "se nega a cear se non lle sirven unha gaseosa. O reitor, D.José Mª Puente, manda que así se faga."
Pasados unos años finaliza la carrera eclesiástica en el Real Seminario Conciliar de Santa Catalina, en Mondoñedo. De aquellos tiempos él mismo escribía: 

[...] anos felices, estudiando en latín, xogando ó fútbol, lendo moito, moito, a lectura axúdame a voar fóra de rutinas e brétemas que envolven a vida e paredes daquel edificio. Pero tempos  felices insisto, exceptuando os anos, segundo me contou anos despois o amigo Pepe Lage Grandío que me oiu chorar moitas noites a causa dos terribles sabañóns que me maltrataban no inverno.

En enero de 1963 fue ordenado sacerdote y ejerció una temporada como secretario particular del entonces obispo de Mondoñedo - Ferrol, Jacinto Argaya Goicoechea, oficiando como cura rural en O Val de Xestoso, parroquia de las tierras de Monfero. Después continuó oficiando el ministerio varios años como coadjutor en la Parroquia de San Julián, concatedral de Ferrol, y a principios de los años setenta fue capellán en la Parroquia vaticana y castrense de San Francisco de Asís, en San Fernando (Cádiz).

#### Etapa seglar
Un poco después, Ramón se secularizó. En adelante supondría un pilar fundamental su cónyuge, Salina, "[...] moi unidos en ideas, sentimentos e proxectos creativos", como cita su amigo David Corral Díaz.
Estudió Magisterio en la Universidad de Santiago de Compostela, dedicándose durante 30 años hasta su jubilación a la enseñanza como maestro de escuela, principalmente en el CEIP Monte dos Postes, en Santiago de Compostela. Su simple pero elocuente filosofía:

Poño todo o meu interese en que os nenos acudan contentos cada día á escola.
Ramón Irago

En este ámbito de la educación en que se movió, colaboró con compañeros de la profesión y con otros amantes de la cultura gallega en la publicación de artículos en libros y revistas, así como en la edición de libros de texto. Ejemplos de sus contribuciones son:
- Artículo Unha experiencia para o fomento da lectura nas aulas de E.X.B., para la Universidad de Santiago de Compostela.
- Publicación Arousa e río Ulla ruta marítima do apóstolo,[8] editada por el Centro de Estudios y Documentación del Camino de Santiago, trabajo entre otras divulgaciones, por el que se le ha dedicado a título póstumo la IX Edición del Premio Internacional APECSA 2023 de Divulgación do Camiño de Santiago.[9]

- Libros de texto en Galicia Ciencias sociais, 4º E.X.B. y Coñecemento do medio 4.[10]

### A miña pintura
Pero donde desplegó Ramón todo su ser interior fue en la pintura, y es que ésta fue, por encima de otras, su gran vocación. Con ese nombre, A miña pintura, acuñó una colección de sus obras alojada en su página hómonima ramonirago.com.
En estas artes fue muy prolífico desde su infancia, y a lo largo de la vida desarrolló etapas con estilos marcadamente diferenciados. Como hilo argumental común se podría decir que desarrolló una pintura "realista en la que reflejaba con total nitidez los quehaceres y aconteceres diarios de los ciudadanos gallegos, desde sus faenas en el campo y en el mar, también sus penas y hasta sus muchas fiestas y alegrías", en palabras de su amigo Manuel Silva.
El propio Ramón valoraba así las claves de su arte: 

Una constante lucha con el color y con las formas o volúmenes. Y todo esto reodeado de una línea que los abrace. Por otra parte intento plasmar vivencias íntimas de la realidad externa, buscando en todo momento la cara más amable de la vida. Quiero también que cada cuadro mío sea una conversación, una confidencia.
Ramón Irago

#### Tradición navideña

Sagrada Familia, postal navideña de Ramón Irago de 2003

La fe católica que profesaba y su pasión por la pintura confluían maravillosamente en la tradición que él mismo se autoinstauró, por la que creaba anualmente, en época navideña, una postal con motivación en la Sagrada Familia. Siempre y una vez concebida, distribuía puntualmente copias entre amistades y familiares, esparciendo de esta forma destellos de su talento y su persona.

### Emotiva despedida
En Santiago de Compostela, el 24 de mayo de 2023, Ramón dejó esta vida envuelto por la emoción contenida de asistentes a su ceremonia fúnebre, que acabaron estallando en espontáneo aplauso y acompañaron la retirada del féretro al grito de un sonoro "¡Gracias, Ramón!". 
Oficiaron un emotivo funeral sus amigos y compañeros: el Deán de la Catedral de Santiago D. José Fernández Lago, D. Ignacio Díaz Veiga, D. José Lage Grandío y D. José Vázquez Mouriz.

## Obra artística

Fiandeiras, por Ramón Irago

Fraternidade, por Ramón Irago

Su producción artística está llena de creaciones que se pueden clasificar en varios estilos. Todas ellas repletas de personajes y escenas de la vida tradicional y cotidiana gallega. Así, adornan y acompañan a estos personajes: instrumentos musicales, redes marinas, cestos de frutos, pan y pescado, boinas, pañoletas, zuecos... Sus escenas recurrentes: celebraciones, festejos, ofrendas musicales, vendimias, puertos marineros, tareas de pesca, barcas y veleros, parrafadas entre amistades, descansos del trabajo, abrazos, niños en el regazo de sus madres, parejas en actitud tierna...
En su obra se detectan influencias cubistas desde sus etapas tempranas, y también influencias de los pintores gallegos del siglo XX, como Laxeiro, Torres o Colmeiro.

Vendima, por Ramón Irago

O Barquiño, por Ramón Irago

#### Colaboraciones y otras apariciones en obras
Colaboró como ilustrador en las obras del periodista gallego Manuel Silva y del canónigo José Fernández Lago.

Portada de Ésta es mi Iglesia, ilustrada por Ramón Irago
Portada de De profundis, ilustrada por Ramón Irago
Portada de Viajes a Catarsis, ilustrada por Ramón Irago

También realizó el diseño de la portada de la revista Rudesindus, de la Real y Pontificia Academia Auriense Mindoniense de San Rosendo.
Y figura en las siguientes obras y colecciones:
- O patrimonio artístico nas Facultades de Economía e Empresa de Galicia
- Arte Galega: Colección de Arte da Facultade de Económicas e Ciencias Empresariais da Universidade de Santiago
- I Premio de Arte Fundación Araguaney
- V Bienal Nacional de Arte, Pontevedra, 1979
- VI Bienal Nacional de las Artes Plásticas, Pontevedra, agosto 1981

#### Certámenes, exposiciones y premios
A lo largo de su trayectoria artística se prodigó en diversos eventos, entre los que podemos mencionar:
- I Premio de Arte Fundación Araguaney: Bienal de Pintura.[21][22]
- Colección de Arte da Facultade de Económicas e Ciencias Empresariais da Universidade de Santiago.[23]
- Certamen Artes Plásticas de O Grove (Pontevedra)
- Certamen Nacional de Pintura de Alcalá la Real (Jaén)
- Concurso de Arte “Ciudad de Mondoñedo” (Lugo)
- Bienal de Arte Galega “Meigas e Trasgos de Sarria” (Lugo).
- I Bienal de Arte “Concello de Carballo” (Coruña).

Homenaxe o Mar, por Ramón Irago

- Homenaxe o Mar, por Ramón IragoMuseo Virtual de la Universidad de Santiago de Compostela, con su obra Homenaje al mar.[24]
- Premio en el XI Concurso Nacional de Pintura del Ministerio de Educación (Madrid, 1983).

- Exposición “Homenaje a Picasso”, en Coruña.
- Exposicións Bienais de Pontevedra, Santiago de Compostela, y Ourense.
- Exposición “Ciudad de Ponferrada”, en León.
- Exposición “Tres estilos en el arte gallego” na Fundación Araguaney, en Santiago de Compostela.
- Exposicións en Arte & Decoración Jesús Madriñán, en Santiago de Compostela.
- Exposición “Antoloxía, 1978-2012”, en la Hospedería Seminario Mayor del Monasterio de San Martín Pinario, en Santiago de Compostela.[25]